# Rockingham (Northamptonshire)
Rockingham es una parroquia civil y un pueblo del distrito de Corby, en el condado de Northamptonshire (Inglaterra).

## Geografía
Según la Oficina Nacional de Estadística británica, la parroquia de Rockingham tiene una superficie de 2,94 km². El pueblo se encuentra a unos dos kilómetros al norte de Corby y a menos de medio del límite con el condado de Leicestershire. 

## Demografía
Según el censo de 2001, Rockingham tenía 115 habitantes (50,43% varones, 49,57% mujeres) y una densidad de población de 39,12 hab/km². El 21,74% eran menores de 16 años, el 70,43% tenían entre 16 y 74 y el 7,83% eran mayores de 74. La media de edad era de 41,68 años. Del total de habitantes con 16 o más años, el 32,22% estaban solteros, el 38,89% casados y el 28,89% divorciados o viudos.
| 213                         | 230 | 278 | 296 | 291 | 261 | - | - | 227 | 185 | 157 | 154 | 163 | 184 | - | 193 | 135 |
| (Fuente: Vision of Britain) |     |     |     |     |     |   |   |     |     |     |     |     |     |   |     |     |

El 94,92% de los habitantes eran originarios del Reino Unido. El resto de países europeos englobaban al 2,54% de la población, mientras que el 2,54% había nacido en cualquier otro lugar. Según su grupo étnico, todos los habitantes eran blancos. El cristianismo era profesado por el 83,48%, mientras que el 7,83% no eran religiosos y el 8,7% no marcaron ninguna opción en el censo.
59 habitantes eran económicamente activos, 56 de ellos (94,92%) empleados y 3 (5,08%) desempleados. Había 52 hogares con residentes y 7 vacíos.